# Newport (New Hampshire)
Newport è un comune degli Stati Uniti d'America, capoluogo della contea di Sullivan nello stato del New Hampshire.